# Андреас Самаріс
Андреас Самаріс (грец. Ανδρέας Σάμαρης, нар. 13 червня 1989, Патри) — грецький футболіст, півзахисник національної збірної Греції.

## Клубна кар'єра
У дорослому футболі дебютував 2006 року виступами за команду клубу «Панахаїкі», в якій провів три сезони, взявши участь у 40 матчах чемпіонату. 
Своєю грою за цю команду привернув увагу представників тренерського штабу клубу «Паніоніос», до складу якого приєднався 2009 року. Відіграв за клуб з Неа-Смірні наступні чотири сезони своєї ігрової кар'єри.
До складу клубу «Олімпіакос» приєднався 2013 року. Провів за пірейську команду один сезон, за результатами якого став у її складі чемпіоном Греції.
22 серпня 2014 року перейшов до лісабонської «Бенфіки», яка сплатила за грека 10 мільйонів євро.

## Виступи за збірну
2013 року дебютував в офіційних матчах у складі національної збірної Греції. Наразі провів у формі головної команди країни 12 матчів.

## Титули і досягнення
- Чемпіон Греції (1):

«Олімпіакос»: : 2013–14
- Чемпіон Португалії (4):

«Бенфіка»: 2014–15, 2015–16, 2016–17, 2018–19
- Володар Кубка португальської ліги (2):

«Бенфіка»:  2014–15, 2015–16
- Володар Кубка Португалії (1):

«Бенфіка» : 2016-17
- Володар Суперкубка Португалії (3):

«Бенфіка» : 2016, 2017, 2019